# Windpark Hollandse Kust Zuid
Windpark Hollandse Kust Zuid is een Nederlands complex van vier offshore windmolenparken die vanaf 2018 waren aanbesteed en op 29 september 2023 in gebruik werden genomen. Het windenergiegebied Hollandse Kust Zuid (HKZ) ligt buiten de 12-mijlszone op ongeveer 18 kilometer van de kust tussen Den Haag en Zandvoort. In het windenergiegebied zijn twee concessies vergeven voor in totaal vier kavels, Hollandse Kust Zuid I tot en met Hollandse Kust Zuid IV. Vattenfall heeft in maart 2018 de tender voor de eerste twee kavels gewonnen en in juli 2019 ook de tender voor de andere twee kavels.

## Ligging
Het hele gebied voor de windparken heeft een oppervlakte van 236 km². Het ligt ingeklemd tussen de scheepvaartroutes van en naar IJmuiden en Rotterdam en de kust van Zuid-Holland. Het al bestaande windpark Luchterduinen wordt aan de oost, zuid en westzijde door dit nieuw park begrensd. De zeebodem ligt tussen de 18 en 28 meter onder de zeespiegel.
In dit gebied waren vier windparken voorzien verdeeld over twee tenders. De eerste aanbesteding betrof de westelijke kavels I en II en de tweede aanbesteding de oostelijke kavels III en IV.

### Kavels I en II
Bij deze tender heeft de overheid voor het eerst een tender uitgeschreven voor de aanleg van een  windpark  zonder SDE+ subsidie. Bij Windpark Borssele I en II was er nog een maximale subsidie mogelijk van 4,4 eurocent/kWh, voor Borssele III en IV maximaal 2,5 cent. Meerdere partijen hebben op de tender ingeschreven en Vattenfall kreeg in maart 2018 via dochterbedrijf Chinook de vergunning om de kavels I en II van Hollandse Kust Zuid te exploiteren. Op deze kavels is 760 MW aan windenergie gepland.

### Kavels III en IV
Op 10 juli 2019 werd Hollandse Kust Zuid III en IV ook gegund aan Vattenfall. Vattenfall ontvangt ook voor dit deel geen subsidie en zal zo’n 2 miljoen euro per jaar aan erfpacht betalen voor de turbines die binnen de 12 Nautische Mijl liggen en daarmee op het territoriaal grondgebied van Nederland staan.  Ook op deze kavels was 760 MW aan windenergie gepland.
In juni 2021 maakte Vattenfall de verkoop bekend van een belang van 49,5% aan de Duitse chemiebedrijf BASF. BASF betaalt € 0,3 miljard voor het belang aan Vattenfall en zal naar rato bijdragen aan de bouw van het windpark, dit vergt een investering van € 1,6 miljard van BASF. BASF heeft het belang overgenomen op 1 september 2021. In december 2021 verkocht BASF ongeveer de helft van het belang aan Allianz. BASF blijft wel het grootste deel van de energie die geproduceerd wordt door haar oorspronkelijk verworven aandeel van 49,5% in het windpark afnemen tegen contractueel vastgelegde prijzen.

## Windturbines
Het plan van Vattenfall was om in het park 140 windturbines (35 per kavel) van Siemens Gamesa met elk een vermogen van 11 MW en een diameter van 200 meter te plaatsen, groter dan alle andere bestaande of in aanbouw zijnde Nederlandse windturbines in de Noordzee. Het Nederlandse bedrijf Sif Group heeft de monopiles voor de fundatie geleverd. De order had  een omvang van 113.000 ton staal. De funderingspalen zijn in de fabriek van Sif op de Tweede Maasvlakte geassembleerd en opgeslagen tot ze naar zee werden getransporteerd. Uiteindelijk zijn er 139 turbines geplaatst, aangezien er een aanvaring plaatsvond met een van de funderingspalen.

## Stroomvoorziening
De verbinding naar land wordt door netbeheerder TenneT aangelegd. TenneT heeft voor dit project twee platformen, Alpha en Beta, op zee geplaatst met elk een capaciteit van 700 MW. Deze worden met twee 220 kV wisselstroom zeekabels per platform verbonden met het land. Op land komt een nieuw transformatorstation dat aan zal sluiten op het bestaande hoogspanningsstation 'De Maasvlakte'. Platform Alpha kwam in maart 2022 gereed en Beta in juli 2022.
Begin augustus 2022 werd de eerste stroom, via offshore transformatorstation Alpha, aan het Nederlandse net geleverd. Per eind juli 2022 stonden er 36 windturbines. De resterende turbines werden geïnstalleerd en op 29 september 2023 werd het volledige park in dienst genomen in aanwezigheid van koning Willem-Alexander. 